# Joe Maneri
Joseph Gabriel Esther Maneri dit Joe Maneri, né le 9 février 1927 à Brooklyn aux États-Unis, mort le 24 août 2009 à Boston, est un compositeur américain de jazz, un saxophoniste et un clarinettiste. Il est le père du violoniste Mat Maneri.

## Biographie
Joe Maneri est d'origine italo-américaine et fut élevé à Brooklyn à New York. Il commence sa carrière comme clarinettiste et saxophoniste de musique folklorique communautaire (grecque, turque, Klezmer…). Il étudie avec Joseph Schmid (un étudiant d'Alban Berg) pendant 10 ans avant de recevoir la commande d'un Concerto pour piano et orchestre par le chef d'orchestre Erich Leinsdorf pour le Boston Symphony Orchestra. Cette œuvre ne fut cependant jamais jouée[réf. nécessaire].
Joe Maneri, grand amateur de la musique d'Arnold Schönberg, constitue alors un orchestre de jazz dodécaphoniste avant d'écrire de la musique musique atonale. En 1963, cet ensemble enregistre un essai pour Atlantic Records qui ne sera finalement publié qu'en 1998, sous le disque Paniots Nine. Cet album marque déjà le style de free jazz et d'improvisation de Maneri. Sa reconnaissance publique date des années 1990 avec la publication de nombreux albums, fréquemment chez ECM Records. Le disque Tales of Rohnlief (1999) marque le tournant de l'élaboration de son propre langage musical.

## Discographie
- 1989 : Kalavinka
- 1993 : Dahabenzapple
- 1995 : Let the Horse Go
- 1995 : Three Men Walking
- 1995 : Get Ready to Receive Yourself
- 1997 : In Full Cry
- 1997 : Coming Down the Mountain
- 1998 : Paniots Nine (enregistrement de 1963)
- 1997 : Blessed
- 1999 : Tenderly, avec Bob Blumenthal
- 1999 : Tales of Rohnlief
- 2001 : The Trio Concerts
- 2001 : Out Right Now
- 2002 : Going to Church
- 2004 : Angles of Repose
- 2008 : Peace Concert avec Peter Dolger (Atavistic, 2008)
- 2009 : Pinerskol avec Masashi Harada (Leo, 2009)